# Manuel Lucas de Oliveira
Manuel Lucas de Oliveira Filho (Rio Grande, 28 de abril de 1795 — Rio Grande, 1874) filho de Manuel Lucas de Oliveira e Anna Maria de Jesus de Vargas foi um notável militar brasileiro.

## Biografia
Combateu na Revolução Farroupilha em várias importantes batalhas, como um dos principais líderes e Ministro da Guerra do Rio Grande do Sul, entre elas a batalha do Seival, quando depois da vitória, ajuda a convencer o comandante Antônio de Sousa Neto a proclamar a República Rio-Grandense, declarando separado o Rio Grande do Sul do Império do Brasil.
Foi capturado em 25 de março de 1840, junto com Onofre Pires, perto da Quinta do Bibiano, margem direita do Rio Jacuí, junto com Francisco Pedro de Abreu.
Foi Ministro da Guerra da República Rio-Grandense e terminou a guerra no posto de coronel. Assinou uma das 3 declarações de paz, firmada em 28 de fevereiro de 1845, em nome de Gomes Jardim, presidente da República Rio-Grandense, encerrando uma guerra de mais de 9 anos.
Foi eleito deputado provincial na 3ª Legislatura da Assembleia do Rio Grande do Sul, em 1848. Depois foi responsável pela organização do primeiro corpo de Voluntários da Pátria para Guerra do Paraguai em 1865.
Manoel Lucas de Oliveira Filho foi estancieiro nas proximidades do Arroio Candiota, era casado com sua sobrinha Inês Lucas de Oliveira .